# Мен е Лоар
Мен е Лоар (на френски: Maine-et-Loire, „Мен и Лоара“) е департамент в регион Пеи дьо ла Лоар, западна Франция. Образуван е през 1790 година от основната част на провинция Анжу. Площта му е 7166 km², а населението – 803 573 души (2009). Административен център е град Анже.